# 마일영
마일영(馬一英, 1981년 5월 28일 ~ )은 전 KBO 리그 한화 이글스의 투수이자, 현 KBO 리그 한화 이글스의 2군 불펜코치이다. 구속보다 정교한 제구력과 뛰어난 변화구 구사를 통해 타자와 승부했다.

## 선수 시절

### 현대 유니콘스시절
2000년 신인 드래프트에서 쌍방울 레이더스가 2차 1순위로 지명했으나, 이미 1999년 11월 2일에 구단에 5억원을 받고 그의 지명권을 매각한 상태여서 대전고를 졸업한 뒤 곧바로 입단했다. 데뷔 첫 해부터 선발 등판했고, 2001년에는 10승을 기록했다. 2004년 병역 비리 사건에 연루돼 시즌 아웃된 후 공익근무요원으로 군 대체 복무를 마쳤다.

### 우리 히어로즈&히어로즈시절
2008년에 입단하였다. 2008년에 공익근무요원으로 대체 복무하던 중 틈틈이 연마했던 너클볼을 실전에 구사해 주목받았고, 개인 통산 최고의 성적인 11승을 기록했다. 그러나 2009년에는 부진했다.

### 한화 이글스시절
2010년 3월 12일 당시 한화 이글스의 투수였던 마정길과 현금 3억원에 트레이드돼 이적했는데, 이는 야구계에서 보기 드문 마씨 성을 가진 선수들 간의 트레이드였다. 트레이드 후 주로 불펜 투수로 활동했다. 2010년 트레이드된 후 부상으로 마정길에 비해 그다지 좋은 모습을 보여주지 못했다. 2011년 초중반 중간 계투로 등판했다가, 시즌 중·후반에는 구멍난 선발진을 메우기 위해 선발로 복귀해 가능성을 보여줬다. 2015년 7월 23일에 임경완과 함께 방출됐다.

## 야구선수 은퇴 후
2017년부터 한화 이글스의 육성군 투수보조코치로 활동했다.

## 출신 학교
- 대전신흥초등학교
- 충남중학교
- 대전고등학교
- 경기대학교

## 통산 기록
| 년도 | 팀       | 평균자책 | 경기수 | 승 | 패 | 세 | 홀드 | 완투 | 완봉 | 이닝    | 피안타 | 피홈런 | 4사구 | 탈삼진 | 실점 | 자책점 |
| ---- | -------- | -------- | ------ | -- | -- | -- | ---- | ---- | ---- | ------- | ------ | ------ | ----- | ------ | ---- | ------ |
| 2000 | 현대     | 3.38     | 46     | 5  | 5  | 2  | 4    | 0    | 0    | 93 1/3  | 84     | 7      | 57    | 62     | 39   | 35     |
| 2001 | 현대     | 3.96     | 42     | 10 | 5  | 0  | 5    | 1    | 1    | 152 1/3 | 149    | 8      | 96    | 110    | 80   | 67     |
| 2002 | 현대     | 4.56     | 30     | 7  | 4  | 0  | 0    | 0    | 0    | 130 1/3 | 132    | 16     | 79    | 98     | 76   | 66     |
| 2003 | 현대     | 5.97     | 20     | 3  | 6  | 0  | 0    | 0    | 0    | 69 1/3  | 81     | 4      | 48    | 32     | 50   | 46     |
| 2004 | 현대     | 4.71     | 26     | 4  | 4  | 0  | 0    | 1    | 0    | 80 1/3  | 99     | 6      | 43    | 46     | 46   | 42     |
| 2007 | 현대     | 4.73     | 21     | 0  | 0  | 0  | 2    | 0    | 0    | 13 1/3  | 13     | 2      | 8     | 6      | 8    | 7      |
| 2008 | 우리     | 3.49     | 28     | 11 | 11 | 0  | 0    | 1    | 0    | 173     | 155    | 11     | 69    | 83     | 77   | 67     |
| 2009 | 히어로즈 | 6.72     | 19     | 5  | 7  | 0  | 1    | 0    | 0    | 80 1/3  | 103    | 13     | 38    | 43     | 61   | 60     |
| 2010 | 한화     | 7.01     | 47     | 1  | 3  | 2  | 10   | 0    | 0    | 43 2/3  | 51     | 9      | 21    | 26     | 37   | 34     |
| 2011 | 한화     | 5.81     | 51     | 2  | 5  | 0  | 8    | 0    | 0    | 69 2/3  | 75     | 4      | 52    | 32     | 46   | 45     |
| 통산 | 10시즌   | 4.72     | 338    | 48 | 51 | 4  | 30   | 3    | 1    | 922 2/3 | 966    | 84     | 524   | 546    | 535  | 484    |

- 우리(우리 히어로즈)는 2008년 시즌 중에 히어로즈(히어로즈)로 구단명을 변경.